# The Ropers
The Ropers is een Amerikaanse comedyserie die van maart 1979 tot mei 1980 werd uitgezonden op ABC. De serie is een spin-off van Three's Company en is gebaseerd op de Britse serie George & Mildred, die op haar beurt een spin-off is van Man About the House, waarvan Three's Company de Amerikaanse remake is.

## Uitgangspunt
De serie draait rond Stanley (Norman Fell) en Helen Roper (Audra Lindley), die de huisbazen waren van Jack, Janet en Chrissy in Three's Company. De Ropers hebben hun appartementsgebouw verkocht en zijn verhuisd naar de chique wijk Chevoit Hills, waar Helen moeite heeft om zich aan te passen aan haar nieuwe omgeving en Stanley tot haar ergernis weinig moeite doet om erbij te horen. Ze kan het wel goed vinden met haar nieuwe buurvrouw Anne Brookes (Patricia McCormack), in tegenstelling tot Stanley die het regelmatig aan de stok heeft met zijn snobistische buurman Jeffrey P. Brookes III (Jeffrey Tambor).

## Rolverdeling
- Norman Fell - Stanley Roper
- Audra Lindley - Helen Roper
- Jeffrey Tambor - Jeffrey P. Brookes III
- Patricia McCormack - Anne Brookes
- Evan Cohen - David Brookes

## Trivia
- De producenten van Three's Company wilden profiteren van het enorme succes van de serie door een spin-off te creëren die rond het koppel Stanley en Helen Roper draaide. Lindley was het idee wel genegen, maar Fell voelde zich goed bij Three's Company in een rol die hem werkzekerheid bood. Fell ging pas overstag toen het contractueel vastgelegd werd dat Lindley en hij konden terugkeren naar Three's Company indien The Ropers binnen het jaar weer afgevoerd zou worden.
- The Ropers deed het in zijn eerste seizoen goed in de kijkcijfers. Het tweede seizoen van de serie werd echter op zaterdagavond uitgezonden, wat een spectaculaire achteruitgang in de kijkcijfers tot gevolg had. De serie werd uiteindelijk gestopt een maand nadat de contractuele deadline van één jaar verstreken was, waardoor Fell en Lindley niet konden terugkeren naar Three's Company.